# Valliquerville
Valliquerville ist eine französische Gemeinde mit 1.464 Einwohnern (Stand: 1. Januar 2022) im Département Seine-Maritime der Region Normandie. Die Gemeinde gehört zum Arrondissement Rouen und zum Kanton Yvetot. Die Einwohner werden Valliquervillais und Valliquervillaises genannt.

## Geografie
Valliquerville liegt etwa 41 Kilometer ostnordöstlich von Le Havre und etwa 35 Kilometer nordwestlich von Rouen inmitten der Landschaft Pays de Caux. Die Nachbargemeinden von Valliquerville sind Écretteville-lès-Baons im Norden und Nordwesten, Hautot-le-Vatois im Norden, Baons-le-Comte im Nordosten, Yvetot im Osten, Auzebosc im Südosten, Bois-Himont im Süden sowie Allouville-Bellefosse im Westen und Südwesten.

## Bevölkerungsentwicklung
| Jahr                       | 1962 | 1968 | 1975 | 1982 | 1990 | 1999 | 2006 | 2013 | 2020 |
| Einwohner                  | 818  | 769  | 870  | 980  | 1125 | 1164 | 1256 | 1321 | 1423 |
| Quellen: Cassini und INSEE |      |      |      |      |      |      |      |      |      |

## Sehenswürdigkeiten
- Der Chor der Pfarrkirche Notre-Dame stammt aus dem 13. Jahrhundert, der Glockenturm aus dem 15./16. Jahrhundert, das Langhaus aus der zweiten Hälfte des 17. Jahrhunderts. Der Kirchturm ist in Teilen seit 1840 als Monument historique klassifiziert.
- Schloss Valliquerville aus dem 18./19. Jahrhundert
- Schloss La Londe aus dem 18. Jahrhundert

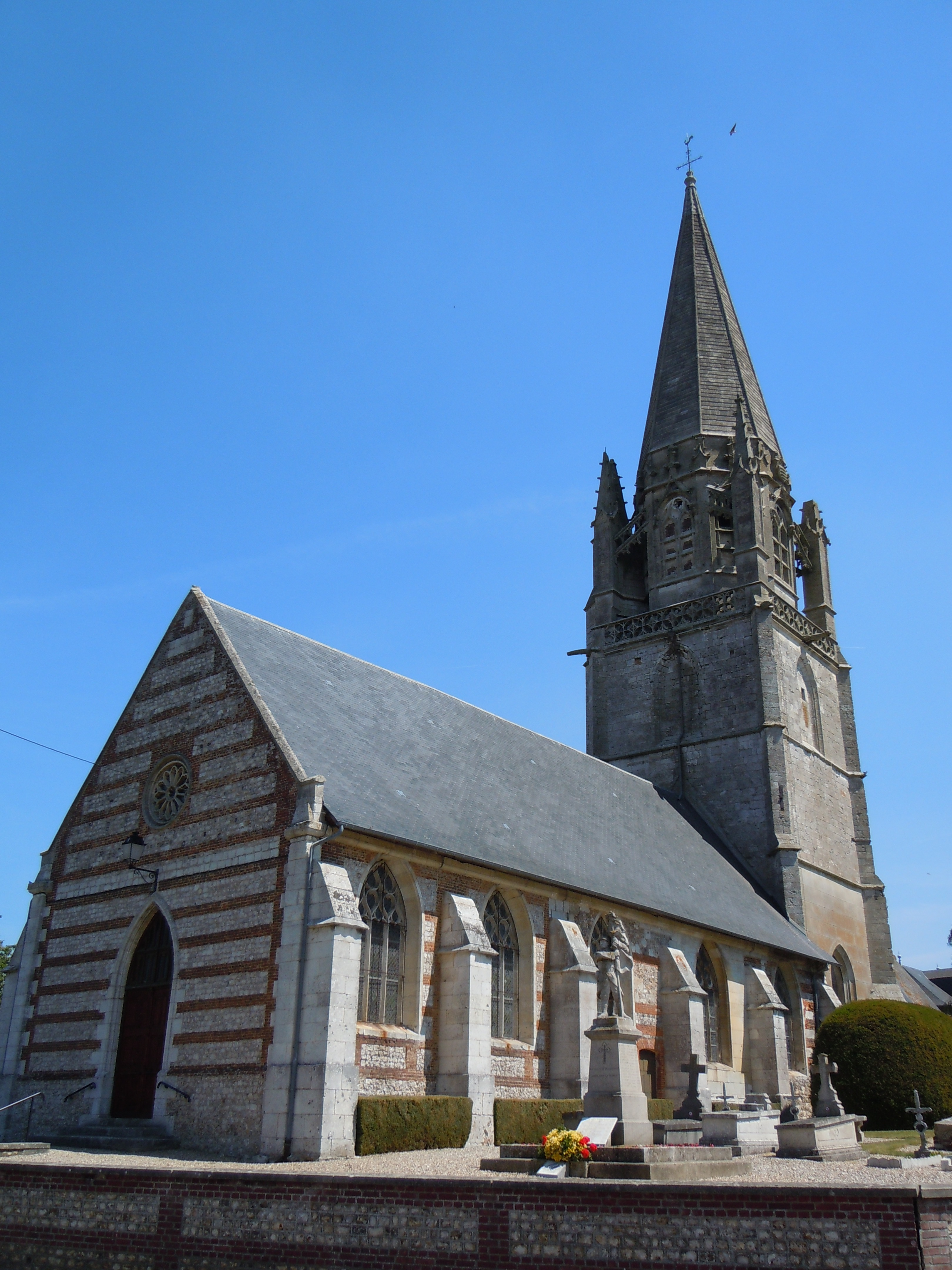
Pfarrkirche Notre-Dame
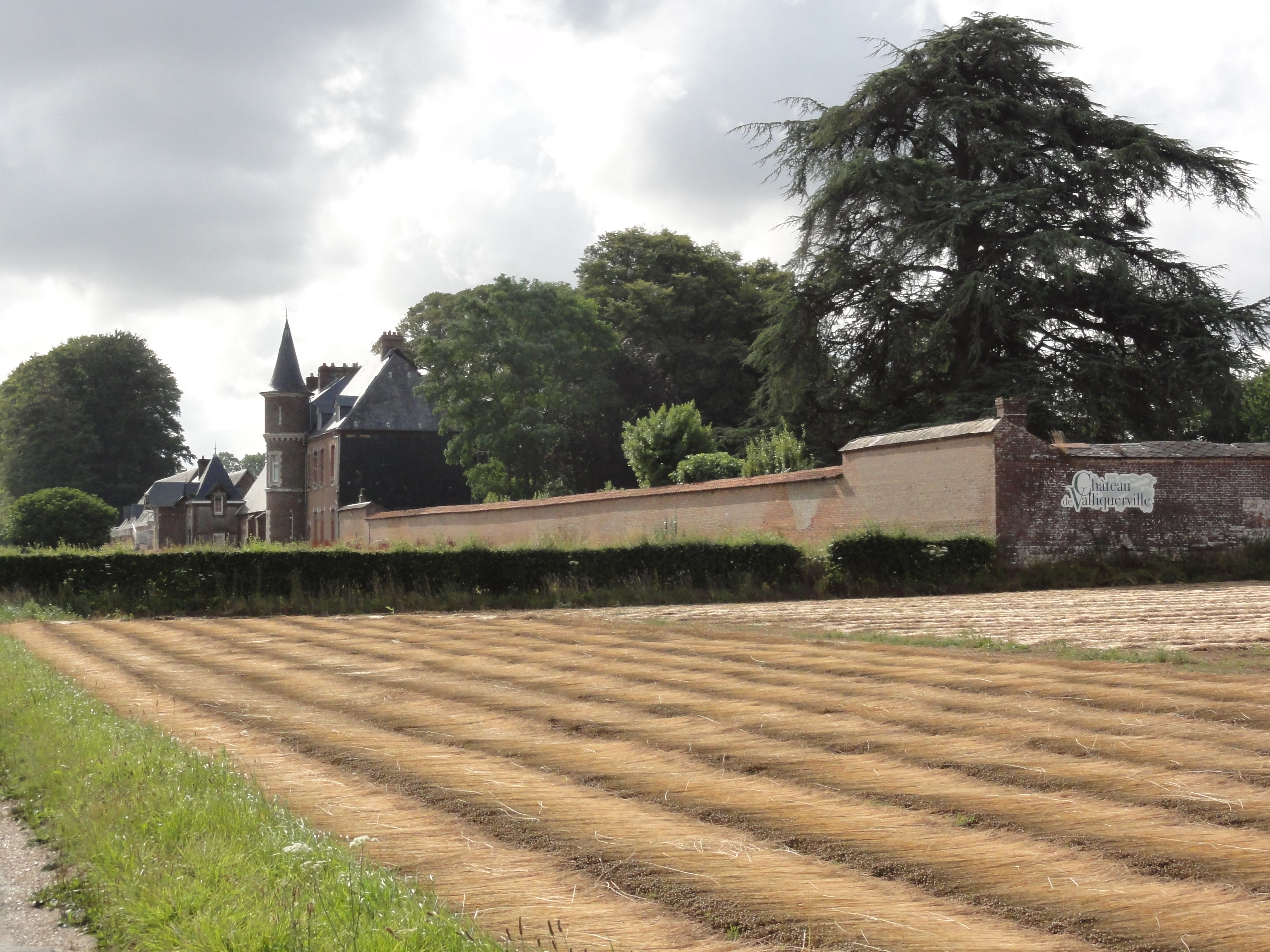
Schloss Valliquerville